# 肥後狼犬
肥後狼犬（ひごろうけん、ひごおおかみいぬ）は、熊本県原産の日本犬である。肥後狼（ひごおおかみ、ひごろう）、肥後犬（ひごいぬ、ひごけん）とも呼ばれている。狼犬の一種。

## 歴史
1948年6月10日に球磨郡須恵村で野犬となった雌犬が純粋肥後犬保存会の会長である小山克巳によって発見され、「肥後狼犬一号」と名付けられた。これに家系がはっきりしていた斑毛の三河犬の三四郎を交配して肥後狼犬も元が作られた。小山はオオカミの毛は鱗型であることを発見しており、稀に現れる鱗状の毛も持つ犬を基礎として、変異を蓄積させるように交配を繰り返した。1952年12月25日に遂にオオカミの毛を持った肥後狼犬が誕生、この犬に「之狼号」と名付けた。
猟犬や番犬としての能力を持っており、外柔内剛の素晴らしい犬種である。
交配に使用した三四郎がチャウ・チャウの血が入った三河犬だったことにより、天然記念物の指定を受けられていない。なお、肥後狼犬は現在、雑種化しながらも頭数を増やしている。

## 特徴
肥後狼犬は他のイヌと違い、ニホンオオカミに似た特徴を多々持っており、特にその毛質は、賛否両論あるものの、ニホンオオカミに近いといわれている。
- 中型犬
- 耳 ……立耳でやや前方を向いている。
- 脚 ……前足の間隔は広く、踏ん張った感じがあり脚は長めで体系もすらっとしていて狼爪はない。
- 尾 ……巻き尾、又は差し尾。
- 体毛 ……かなり密集した黄灰色。
- 体高 ……オス48~51cm、メス44~48cm
- 性格 ……オオカミのように野性的で精悍な顔立ちであり、眼光は鋭いが、人なつっこく温厚でおとなしい。メスにはやんちゃなところがある。頭もよいほうである。ただ、しつけが悪いと夜中に遠吠えをすることもあるので注意が必要である。目つきが険しくなるのも飼育に問題がある場合があるので、気をつけて飼育したほうがよい。また、「やっちまえ！」「やっつけちまえ！」といったけしかけるような言葉は、実際に相手に飛びかかっていったり、噛みついたりする恐れがあるので、禁句として、決してかけてはならない。

## 保存会
- 2005年現在、肥後狼犬保存会が肥後狼犬の保存を行っているが、会員の高齢化により、活動は活発とはいえない。なお、川上犬や琉球犬のように県の天然記念物にも指定されていない。

## 肥後にいた日本狼
- 江戸時代に、細川重賢公が写生を記録させている[5]。